# Wilhelm Sauer (Orgelbauer)

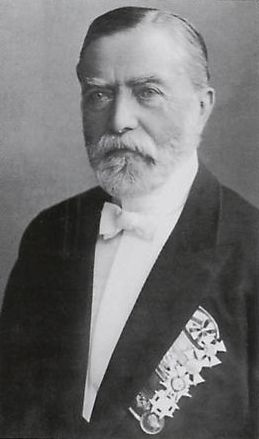
Wilhelm Sauer (ca. 1910)

Wilhelm Carl Friedrich Sauer (* 23. März 1831 in Schönbeck; † 9. April 1916 in Frankfurt (Oder)) war ein bedeutender deutscher Orgelbauer aus der Zeit der Romantik und Spätromantik.

## Leben

### Kindheit und Jugend
Wilhelm Sauer wurde als jüngerer Sohn des Schmiedes Ernst Sauer (1799–1873) und dessen Ehefrau Johanna Christina, geb. Sumke (1800–1882), in Schönbeck bei Friedland in Mecklenburg-Strelitz geboren. Der Vater hatte 1835 mit einer als Autodidakt gebauten Orgel für seinen Wohnort großes Aufsehen erregt. Der Großherzog gab ihm daraufhin ein Stipendium mit der Auflage, sich als Orgelbauer ausbilden zu lassen, was in Ohrdruf geschah.
Als Wilhelm sieben Jahre alt war, zog die Familie in die benachbarte Stadt Friedland in Mecklenburg um, wo der Vater ein Fabrikationsgebäude errichtete und mit dem gewerblichen Orgelbau begann. Dort verlebte Wilhelm Sauer seine Jugendjahre, besuchte das Gymnasium in Friedland, machte 1849 Abitur und nahm ein Studium an der Berliner Bauakademie auf. Nach zwei Semestern brach er dieses ab und machte eine Lehre als Orgelbauer bei seinem Vater. 1851 diente er beim Militär.

### Wanderjahre und Tätigkeit in Deutsch Krone
Danach war Wilhelm Sauer „außer Landes“. Er arbeitete (um 1852/1853) als Geselle bei Aristide Cavaillé-Coll in Paris, dem bedeutendsten Orgelbauer seiner Zeit, bei Eberhard Friedrich Walcker in Ludwigsburg und wohl auch in der Schweiz und in England.
1854 kehrte er nach Friedland zurück und wirkte am Neubau der Orgel für die örtliche Marienkirche unter seinem Vater mit. Als dieser 1855 eine Filiale im westpreußischen Deutsch Krone eröffnete, übergab er die Leitung dem Sohn Wilhelm. Dieser muss zu dieser Zeit bereits seine Meisterprüfung gemacht haben.

### Orgelbau-Anstalt in Frankfurt (Oder)

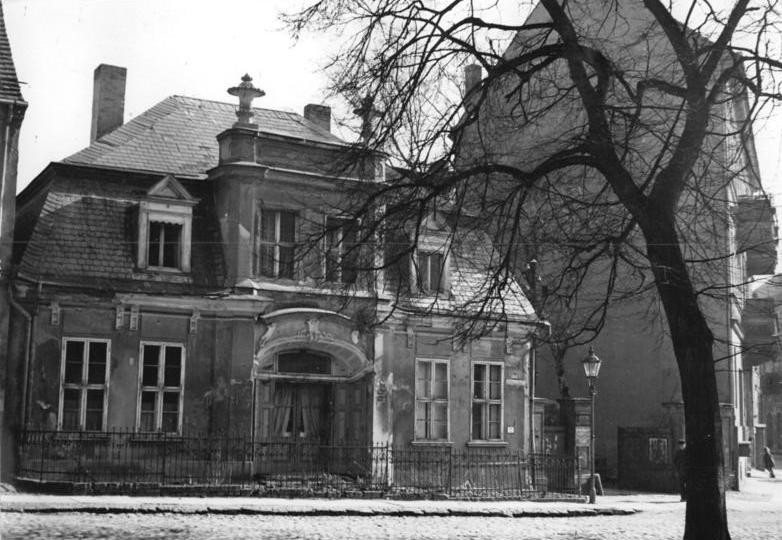
Geschäftshaus der Orgelbauanstalt in Frankfurt (Oder), 1952

Am 1. März 1856 gründete Wilhelm Sauer eine Filiale in Frankfurt (Oder). Diese befand sich zunächst in Räumen des Gasthauses Zum Goldenen Löwen in der Crossener Straße 3 in der Dammvorstadt (heute Słubice, ul. 1 Maja). Später gründete er dort die Wilhelm Sauer Orgelbau-Anstalt Frankfurt A. O.
1860 gründete Wilhelm Sauer eine Zweigniederlassung in Königsberg. Diese wurde später (nach 1871?) wieder aufgegeben, als die Verkehrsverbindungen besser geworden waren. In Ost- und Westpreußen wurden bis 1910 über 130 Orgeln gebaut.
1866 kaufte Wilhelm Sauer das Grundstück Park 13 (heute Paul-Feldner-Straße 13) in der Gubener Vorstadt mit einer Fabrikantenvilla. Dort ließ er Werkstätten und einen Orgelsaal errichten. 1884 wurde er zum Königlichen Preussischen Hof-Orgelbauer ernannt. Ende des 19. Jahrhunderts arbeiteten etwa 120 Mitarbeiter in der Firma.

### Letzte Jahre und Tod
Am 1. Oktober 1910 verkaufte Wilhelm Sauer die Firma an seinen Geschäftsführer und Stellvertreter Paul Walcker. 1917 übergab Paul Walcker die Firma an seinen Neffen Oscar Walcker. Der Standort in Frankfurt (Oder) blieb bis 1994 bestehen und wurde dann nach Müllrose verlegt. Seit 2000 besteht eine selbstständige Firma W. Sauer Orgelbau Frankfurt (Oder).
Am 9. April 1916 starb im Alter von 85 Jahren Wilhelm Sauer in Frankfurt (Oder). Er wurde auf dem Friedhof der Stadt begraben. Sein Grabstein ist im heutigen Kleistpark erhalten.

### Ehe, Familie, Charakterisierung
Im Jahr 1859 heirateten Wilhelm Sauer und Minna Auguste Penske († 1876), Tochter eines Kantors. Der Ehe entstammte die Tochter Johanna (1859–1887).
1878 heiratete Sauer in zweiter Ehe Anna Bauer (* 18. Januar 1848; † 11. August 1924), Tochter eines Brauereibesitzers und Stadtrates in Potsdam. Mit ihr hatte er die Söhne Wilhelm (1879–1962) und Franz Gustav Adolf (1883–1945; verschollen). Sein Enkel Wolfgang Sauer (1920–1989) wurde Professor für deutsche Geschichte an der University of California, Berkeley.
Wilhelm Sauer sei nach Aussage eines alten Mitarbeiters der Firma Sauer, der ihn noch persönlich gekannt hatte, ein „stille[r] Mann, der in jeder Situation stets sachlich, korrekt und freundlich war“ gewesen. Sein ganzes Schaffen folgte folgendem Wahlspruch:

„Wir loben Gott und lassen ihn walten,

bauen neue Orgeln und reparieren die alten.“

## Ehrungen (Auswahl)
- 1899: Roter Adlerorden
- 1899: Verdienstorden für Kunst und Wissenschaft
- 1901: Kronenorden
- 1905: Medaille für Kunst und Wissenschaft
- 1906: Roter Adlerorden mit Schleife
- 1909: Ritterkreuz

## Werke (Auswahl)
Wilhelm Sauer baute mit seinen Mitarbeitern zu Lebzeiten über 1100 Orgeln neu oder um, vor allem in Preußen, aber auch in anderen deutschen Territorien, sowie in weiteren Ländern Mittel- und Osteuropas, Südamerikas und Asiens. Zahlreiche von ihnen sind erhalten. Seine größten und bekanntesten Instrumente befinden sich unter anderem im Berliner Dom (1903, IV/113), im Bremer Dom, in der Leipziger Thomaskirche (1888/1908, III/88) und in der Stadthalle Görlitz (1910, IV/72). Die damals größte Orgel der Welt in der Breslauer Jahrhunderthalle (1913, V/200) ist in ihrer ursprünglichen Form nicht mehr erhalten; ihr größter Teil befindet sich heute im Breslauer Dom.
Erklärung: Die Größe der Instrumente wird in der Spalte ‚Manuale‘ durch die Anzahl der Manuale und das Vorhandensein eines Pedals sowie in der Spalte ‚Register‘ durch die Angabe der Anzahl der klingenden Register beschrieben. Ein großes „P“ steht für ein selbstständiges Pedal, ein kleines „p“ für ein angehängtes Pedal. Eine ‚Kursivierung‘ zeigt an, dass die betreffende Orgel nicht mehr erhalten ist oder lediglich noch der Prospekt aus der Werkstatt stammt. Nach 1910 entstandene Instrumente finden sich in der Werkliste von W. Sauer Orgelbau.
| Jahr          | Opus | Ort                                      | Kirche                                         | Bild | Manuale | Register | Bemerkungen |
| ------------- | ---- | ---------------------------------------- | ---------------------------------------------- | ---- | ------- | -------- | --- |
| 1852          |      | Lychen                                   | St. Johannes                                   |      | I/P     | 13       | mit Vater Ernst Sauer, 1874 nach Gerswalde, 1999–2003 Restaurierung durch Scheffler |
| 1853          |      | Boek                                     | St. Johannis                                   |      | I/p     | 05       | Das älteste eigene erhaltene Werk Wilhelm Sauers. Auftraggeber: Klosterhauptmann Carl Peter Johann von Le Fort; Abnahme: 8. August 1853 durch Hoforganist Carl Ernst Friedrich Weingärtner „mit großem Lob“. Carl Börger ergänzte um 1900 einen Subbass auf eigener pneumatischer Pedallade. Restaurierung 1995 bis 2003 durch die Orgelwerkstatt Christian Scheffler → Orgel       |
| 1854          |      | Friedland, Mecklenburg                   | St. Marien                                     |      | III/P   | 30       | mit Vater Ernst Sauer, in Barockprospekt von Baumann und Richter, 1934 ersetzt durch Sauer-Orgel im bisherigen Prospekt |
| 1855          |      | Badresch                                 | Dorfkirche                                     |      | I/P     | 9        | Mai 1855 Vertrag, August 1855 Lieferung, heute fehlen alle Metallpfeifen |
| 1861          |      | Tilsit                                   | Litauische Kirche                              |      | II/P    | 22       | erste größere Orgel, 1945/1952 mit Kirche zerstört |
| 1864          | 94   | Marienwerder, Ostpreußen, heute Kwidzyn  | Domkirche                                      |      | III/P   | 49       | 1917 Prospektpfeifen abgegeben, 1945 Verlust aller Metallpfeifen, 1958 und 1972/1974 Reparaturen und Umbauten, Rekonstruktion der Sauer-Orgel geplant → Orgel |
| 1864          |      | Bernau                                   | Stadtkirche                                    |      | III/P   | 37       | 1905 erweitert durch Dinse, 1951 Umdisponierung durch Sauer →Orgel |
| 1869          | 95   | Berlin                                   | St.Thomaskirche                                |      | IV/P    | 52       | Nach Kriegsbeschädigung (1944) abgebaut, 1970 Neubau durch Rudolf v. Beckerath (II/P/25) |
| 1870          |      | Labiau, Ostpreußen, heute Polesk         | Stadtkirche                                    |      |         |          | 1945 zerstört |
| 1872          | 235  | Döbberin                                 | Dorfkirche                                     |      | I/P     | 08       | mechanische Kegellade |
| 1874          | 209  | Doberlug-Kirchhain                       | Klosterkirche                                  |      | II/P    | 26       | mechanische Kegelladen |
| 1874          | 212  | Sorquitten, Ostpreußen, heute Sorkwity   | Dorfkirche                                     |      | II/P    | 14       | erhalten, möglicherweise in schlechtem Zustand |
| 1876          | 234  | Bromberg, Provinz Posen, heute Bydgoszcz | St.-Pauls-Kirche                               |      | III/P   | 43       | [ 17 ] |
| 1878–1879     | 248  | Frankfurt (Oder)                         | Sankt-Gertraud-Kirche                          |      | III/P   | 36       | mechanische Kegelladen |
| 1882          | 335  | Sprottau, Schlesien, heute Szprotawa     | Kirche, heute Mariä-Himmelfahrt-Kirche         |      | II/P    | 27       | 1917 Abgabe der Prospektpfeifen, ansonsten erhalten, dringend restaurierungsbedürftig |
| 1883          | 401  | Wernigerode                              | Liebfrauenkirche                               |      | II/P    | 30       | Bau im barocken Prospekt der Vorgängerorgel (1765–1783); weitgehend erhalten, mechanische Kegellade mit freistehendem Spieltisch →Orgel |
| 1884          | 419  | Kostebrau                                | Dorfkirche                                     |      | I/P     | 07       | stammt ursprünglich aus der Ev. Kirche Klettwitz, die wegen Platzmangel erweitert und umgebaut wurde und eine größere Orgel erhielt |
| 1884          | 432  | St. Petersburg                           | Konservatorium                                 |      | II/P    | 8        | 1970 nach Puschkin in das heutige Kunstgymnasium „A. Achmatowa“, in sehr schlechtem Zustand, eine von zwei erhaltenen Wilhelm-Sauer-Orgeln in Russland |
| 1885          | 448  | Leipzig                                  | Peterskirche                                   |      | III/P   | 60       | erste Orgel Sauers mit Registerwalze, 1943 bei Bombenangriff beschädigt, danach Verfall, 1958 ausgeschlachtet, Prospekt erhalten. Neubau im Stil Cavaillé-Colls hinter dem Sauer-Prospekt wird angestrebt..Informationen zur Orgel. |
| 1885–1886     |      | Eickel                                   | Johanneskirche                                 |      | II/P    | 33       | Neubaukosten betrugen 12.000 Mark. 1911 Nachrüstung elektrisches Gebläse. Totalverlust am 12. April 1944 durch Kriegseinwirkung. |
| 1886          |      | Insterburg, Ostpreußen                   | Lutherkirche                                   |      |         |          | in Barockprospekt von Johann Preuß, 1945 zerstört |
| 1887          | 475  | Laer, Frankfurt am Main                  | Segenskirche                                   |      | II/P    | 28       | 1887 für die Evangelische Kirche im heutigen Bochumer Stadtteil Laer hergestellt und 1974 wegen Abrisses der Kirche eingelagert; von der hessischen Landeskirche erworben und 1995 in die Segenskirche in Frankfurt-Griesheim eingebaut |
| 1888          | 484  | Leipzig-Plagwitz                         | Heilandskirche                                 |      | III/P   | 36       | Kegelladen, mechanische Traktur mit Barkermaschine (I); Änderung der Disposition 1948; die Orgel ist weitgehend original erhalten - etwa die Hälfte der Register inkl. Trompete 8′ (I), Oboe 8′ (II) und Posaune 16′ (P); restaurierungsbedürftig |
| 1888          | 495  | Göttingen                                | St. Nikolai (Universitätskirche)               |      | II/P    | 23       | teils erhalten, im 20. Jahrhundert barockisiert und mehrmals renoviert → Orgel |
| 1886–1889     | 501  | Leipzig                                  | Thomaskirche                                   |      | III/P   | 63       | Umbau auf pneumatische Steuerung 1902 und Erweiterung auf 88 Register im Jahr 1908 durch Sauer als op. 1015 →Orgel |
| 1889          | 505  | Amsterdam                                | Basilika St. Nikolaus                          |      | III/P   | 40       | zwei Barkermaschinen |
| 1890          | 530  | Bralitz                                  | Dorfkirche                                     |      | II/P    | 13       | weitgehend erhalten; 2014/2015 Restaurierung und Rückführung auf ursprünglichen Zustand |
| 1890          | 531  | Altenessen                               | Alte Kirche                                    |      | II/P    | 23       | rekonstruiert von Rieger Orgelbau 2017 → Orgel |
| 1891          | 544  | Mühlhausen/Thüringen                     | Marienkirche                                   |      | III/P   | 61       | Die Register waren für eine lange Zeit unvollständig. Jedoch seit 2023 durch die Orgelbaufirma Schuke wieder in den Urzustand versetzt. Der Prospekt der Orgel spiegelt die Gestaltung des Langhauses und die Seitenschiffe der Kirche wider. |
| 1891          |      | Barneberg                                | Friedenskirche                                 |      | II/P    | 19       | neugotischer Prospekt |
| 1891          | 557  | Sieversdorf                              | Dorfkirche                                     |      | I/P     | 06       | [ 28 ] |
| 1892          |      | Berlin                                   | Garnisonkirche                                 |      | III/P   | 70       | 13. April 1908 Zerstörung durch Brand der Kirche |
| 1892          | 569  | Luckenwalde                              | St. Joseph                                     |      | II/P    | 11       | → Orgel erbaut für die Freimaurerloge Berlin, umgesetzt nach Luckenwalde 1933 → Orgel |
| 1895          | ?    | Wesel                                    | Willibrordi-Dom                                |      | III/P   | 80       | in historisches Gehäuse hineingebaut, bei Bombenangriff im Februar 1945 zerstört. |
| 1893          |      | Berlin                                   | Immanuelkirche                                 |      | II/P    | 29       | [ 30 ] |
| 1894          | 620  | Apolda                                   | Lutherkirche                                   |      | III/P   | 47       | → Orgel zwischenzeitlich umgebaut, seit 2022 wieder im originalen Klanggewand |
| 1894          | 622  | Schwetz an der Weichsel                  | Evangelische Kirche                            |      | II      | 35       | mechanische Kegellade Die Firma Gustav Kuntzsch, Anstalt für kirchliche Kunst, Wernigerode, schuf den Orgelprospekt. |
| 1894          | 624  | Saalfeld                                 | Johanneskirche                                 |      | III/P   | 49       | 1894 Neubau hinter dem historischen Prospekt von Johann Georg Fincke? und des Schreiners Johann-Georg Ziegenspeck (1709–1714); 1932 Umbau durch Sauer, 1993–1996 Restaurierung durch Rösel & Hercher Orgelbau und Rückführung auf Zustand von 1932 |
| 1894          |      | Bremen                                   | Bremer Dom                                     |      | III/P   | 65       | 1926 und 1939 durch W. Sauer Orgelbau erweitert; heute IV/P/98 →Orgel |
| 1894          | 638  | Neubrandenburg                           | St. Johannis                                   |      | II/P    | 20       | verändert in Röbel St. Nikolai erhalten (Bild) → Orgel |
| 1894–1895     | 660  | Charlottenburg                           | Kaiser-Wilhelm-Gedächtniskirche                |      | IV/P    | 93       | 1920 Erweiterung durch Orgelbau Sauer auf IV/P, 103, 1943 mit Kirche zerstört |
| 1895          | 661  | Gehren                                   | Stadtkirche Gehren                             |      | II/P    | 23       | pneumatische Kegellade |
| 1895/1896     |      | Potsdam – Nauener Vorstadt               | Pfingstkirche                                  |      | II/P    | 16       | 1896: Erweiterung um ein zweites Manual und Vergrößerung auf 16 Register durch Firma Sauer. 1933: Zweite Erweiterung auf nunmehr 28 Register durch die Orgelbaufirma Schuke. 2010: Da die Sauer-Orgel irreparabel geschädigt war, Beauftragung der Firma Schuke mit dem Bau eines neuen Instrumentes, das 2011 eingebaut werden konnte, aber noch nicht vollständig realisiert ist. |
| 1896          | 704  | Berlin                                   | Johannes-Basilika                              |      | II/P    | 38       | pneumatische Kegellade, vier Hochdruck-Register, 1950 kleinere Veränderungen, Renovierung 2011. Disposition →Orgel |
| 1897          |      | Golzow, Barnim                           | Dorfkirche                                     |      | II/P    | 15       | mechanische Kegellade; 1911 Umbau durch Sauer, nach dem Zweiten Weltkrieg viel Pfeifenwerk gestohlen und Mechanik zerstört, 1993–1994 Rekonstruktion durch Fahlberg unter Einbeziehung einiger Register der Johanniskirche in Brandenburg |
| 1898          | 731  | Wuppertal-Elberfeld                      | Friedhofskirche                                |      | II/P    | 30       | Teilsanierung 1995 |
| 1898          | 752  | Markgrafpieske                           | Dorfkirche Markgrafpieske                      |      | II/P    | 14       | Die Kirchengemeinde bezahlte Sauer für das Instrument 4.412 Goldmark. |
| 1898          | 755  | Moskau                                   | Kirche St. Peter und Paul                      |      | III/P   | 33       | 2006 durch Reinhard Hüfken restauriert |
| 1898          |      | Gumbinnen, Ostpreußen                    | Altstädtische Kirche                           |      |         | 36       | in Barockprospekt von Casparini, nach 1945 zerstört |
| 1898          | 760  | Welt (Eiderstedt)                        | Kirche St. Michael                             |      | II/P    | 14       | hinter Prospekt von um 1750–1780; 2001/2007 Sanierung durch Scheffler |
| 1899          | 792  | Oberlind                                 | St. Aegidien                                   |      | II/P    | 23       | |
| 1899          | 793  | Erbach/Odenwald                          | Evangelische Stadtkirche                       |      | II/P    | 19       | Prospekt von Vorgänger-Orgel von Johann Nikolaus Schäfer (1725). Pneumatische Traktur. Bis auf Prospektpfeifen und den Orgelmotor noch im Originalzustand. Zuletzt renoviert 1999. |
| 1899          |      | Neuendorf bei Potsdam                    | Bethlehemkirche                                |      |         | 15       | Firma Gustav Kuntzsch, Wernigerode, schuf den Orgelprospekt. |
| 1899          |      | Hainichen                                | Trinitatiskirche                               |      | II/P    | 36       | →Orgel |
| 1901          | 860  | Frankfurt (Oder)                         | Heilig-Kreuz-Kirche                            |      | III/P   | 46       | fast unverändert erhalten, pneumatische Kegelladen |
| 1901          | 845  | Groß Plasten                             | Dorfkirche                                     |      | II/P    | 6        | 1997 restauriert → Orgel |
| 1901          | 846  | Essen                                    | Evangelische Kirche Katernberg                 |      | II/P    | 29       | Von Voigt 2007–2017 restauriert |
| 1902          |      | Hohensalza, heute Inowrocław             | ehem. ev. Kirche, heute r.-k. Kirche Hl. Kreuz |      | II/P    | 24       | Prospekt von 1863 |
| 1902          | 531  | Hohensalza, heute Inowrocław             | Kirche Mariä Verkündigung                      |      | II/P    | 38       | |
| 1902          | 869  | Driesen, Neumark, heute Drezdenko        | Kirche, heute Kirche der Verklärung            |      | II/P    | 30       | pneumatische Kegelladen, Orgelprospekt von Gustav Kuntzsch , 1917 Abgabe der Prospektpfeifen, Verlust des Registers Clarinette 8', ansonsten erhalten, 2006/2007 Restaurierung und Rekonstruktion der verlorenen Register durch Cepka |
| 1902          |      | Königsberg-Haberberg, Ostpreußen         | Trinitatis-Kirche                              |      | III/P   | 50       | in Barockprospekt von Casparini, 1945 zerstört |
| 1902          | 864  | Mönchengladbach-Rheydt                   | Evangelische Hauptkirche Rheydt                |      | III/P   | 40       | pneumatische Kegelladen; 1985/1986 durch K. Schuke restauriert, 2012 durch Matthias Wagner (Orgelbau Verschueren) neu intoniert |
| 1902–1903     | 891  | Bad Harzburg                             | Lutherkirche                                   |      | III/P   | 40       | Ursprünglich II/P/29; 21 Register von der Orgelwerkstatt Christian Scheffler 1997–2001 rekonstruiert und Orgel im Stil Sauers erweitert |
| 1903          | 882  | Altglietzen, Oderbruch                   | Dorfkirche                                     |      | II/P    | 20       | in Gehäuse von Johann Gottlieb Landow (1835) |
| 1903          | 886  | Bornim (Potsdam)                         | Dorfkirche                                     |      | II/P    | 13       | |
| 1903          |      | Mirbach/Eifel                            | Erlöserkapelle                                 |      |         | 06       | Schenkung anlässlich der Erbauung durch die Familien v. Mirbach |
| 1903          |      | Neuhaus                                  | Dreifaltigkeitskirche                          |      | II/P    | 13       | |
| 1903          | 895  | Rosengarten                              | Dorfkirche Rosengarten                         |      | I/P     | 5        | Pneumatische Kegellade |
| 1904          | 902  | Leipzig                                  | Michaeliskirche                                |      | III/P   | 47       | Romantische Disposition; nahezu vollständig erhalten. → Orgel |
| 1904          | 915  | Dortmund-Dorstfeld                       | Evangelische Kirche Dorstfeld                  |      | III/P   | 40       | Seit 2019/2020 in der Ev. Stadtkirche, Gronau (Westf.) Romantische Disposition; vollständig erhalten. → Orgel |
| 1904          | 926  | Burgstädt                                | Stadtkirche Burgstädt                          |      | III/P   | 44       | Registerbestand weitestgehend original, 2021 auf den Originalzustand zurückrestauriert; ursprünglich neugotischer Prospekt wurde 1934 als Freipfeifenprospekt gestaltet |
| 1905          |      | Berlin                                   | Dom                                            |      | IV/P    | 113      | galt in ihrer Zeit als die größte Orgel in Deutschland → Orgel |
| 1905          | 930  | Altenburg                                | Brüderkirche                                   |      | III/P   | 50       | 1927–1937 und 1943 umdisponiert, 1990–2006 auf den Originalzustand zurückrestauriert →Orgel |
| 1905          | 945  | Fulda                                    | Heilig-Geist-Kirche                            |      | II/P    | 16       | Seit 1990 wieder im Originalzustand von 1905. |
| 1906          | 981  | Kloster Neuzelle                         | St.-Marien-Kirche                              |      | II/P    | 24       | Rekonstruktion 2001 durch die Orgelwerkstatt Christian Scheffler (Sieversdorf) → Orgel |
| 1906          | 990  | Breslau                                  | Elftausend-Jungfrauen-Kirche                   |      | III/P   | 54       | Informationen zur Orgel (und Foto), polnisch |
| 1907          | 970  | Klettwitz                                | Evangelische Kirche                            |      | II/P    | 12       | |
| 1908          | 993  | Berlin-Prenzlauer Berg                   | Segenskirche                                   |      | II/P    | 33       | 1959 Umdisponierung Alexander Schuke → Orgel |
| 1908          | 1011 | Chemnitz-Lutherviertel                   | Lutherkirche                                   |      | III/P   | 50       | 1938 Umdisponierungen; 2006–2007 Restaurierung und Rückführung der Orgel in den Originalzustand durch Orgelwerkstatt Christian Scheffler. |
| 1908          |      | Potsdam                                  | Nikolaikirche                                  |      | III/P   | 49       | Totalverlust April 1945 durch Kriegseinwirkung. |
| 1908          | 1020 | Bad Homburg                              | Erlöserkirche                                  |      | III/P   | 46       | Der Schall des Fernwerks tritt über dem Altarraum aus; 1993 restauriert und um ein viertes Manuel auf IV/P/62 erweitert → Orgel |
| 1908 bis 1910 |      | Fürstenwalde                             | Dom                                            |      | III/P   | 50       | neues Werk hinter Scholtze-Prospekt von 1772, im April 1945 vollständig zerstört |
| 1909          | 1025 | Bad Salzungen                            | Stadtkirche                                    |      | III/P   | 41       | Die Orgel wurde nach Vorstellungen von Max Reger konstruiert und 1994 bis 2000 restauriert. |
| 1910          |      | Jerusalem                                | Himmelfahrtkirche                              |      | II/P    | 24       | 1910 zusammen mit der Kirche von der Auguste-Victoria-Stiftung errichtet und praktisch im Originalzustand. Einzige erhaltene deutsche Orgel in Palästina |
| 1910          | 1097 | Schönbeck                                | Dorfkirche                                     |      | I/P     | 08       | Das Geschenk von Wilhelm Sauer an die Kirchengemeinde seines Heimatorts war das letzte Instrument, das unter seiner Leitung vor der Übergabe an Paul Walcker gebaut wurde. 1951 umdisponiert, 2005 durch Sauer renoviert. |
| 1910          | 1100 | Görlitz                                  | Stadthalle Görlitz                             |      | IV/P    | 71       | Konzertorgel, viertes Manual als Fernwerk, vollpneumantische Trakturen; vollständig erhalten |